# Royal Talens

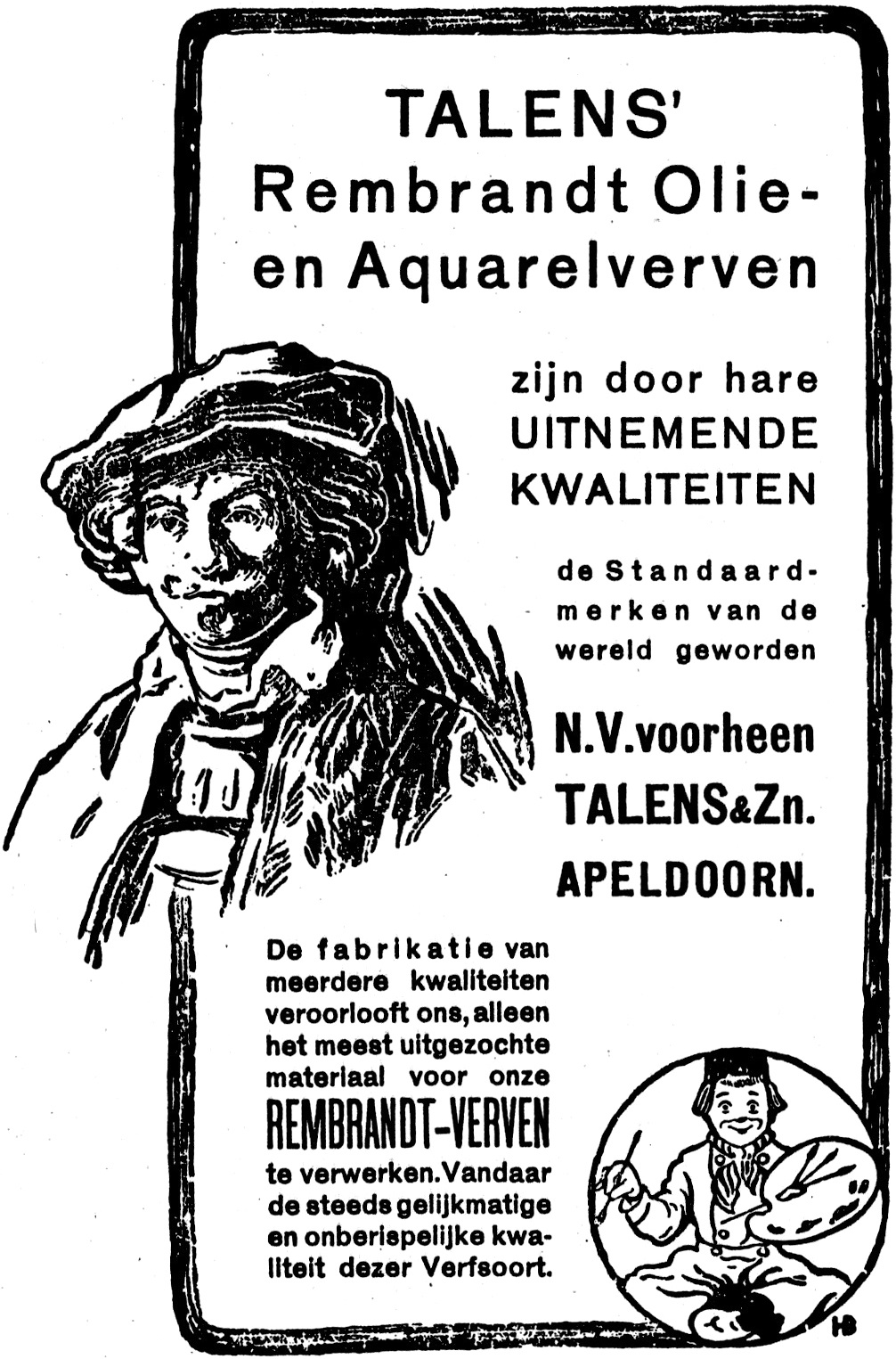
Advertentie van Talens, afkomstig uit De Stijl, 6e jaargang, nummer 8 (1924).

Royal Talens is een bedrijf in Apeldoorn dat zich heeft gespecialiseerd in kunstschildersverf en benodigdheden en daarnaast hobbyverf. Vroeger werden er ook vulpeninkt, schrijfmachinelinten, carbonpapier en andere kantoorartikelen gemaakt.

## Geschiedenis
Het bedrijf werd opgericht in 1899 door oud-bankier Marten Talens, als Talens & Co., een Nederlandse fabriek voor verf, lak en inkt. In het begin werden er alleen kantoorbenodigdheden gemaakt maar begin 20e eeuw werd de productie van Rembrandt olieverf toegevoegd aan de werkzaamheden. Toen de zoon van Marten Talens, Hildebrand Talens, compagnon werd in 1904 werd de naam veranderd in Talens & Zoon. In 1905 werd er al geëxporteerd naar de Verenigde Staten en Rusland en in 1912 werd het er een verkoopkantoor gevestigd in de VS. Ook de fabriek breidde uit en in 1920 werd overgegaan op stoomkracht. Ook werd er een plaatselijke inktfabriek overgenomen en nam men een eigen blikfabriek in gebruik. In 1927 werd een nieuw hoofdkantoor gebouwd, waarvan P.W. van den Belt de architect was. Het is tegenwoordig een industrieel monument.
Vanaf 1932 begon de schrijfmachine het kantoor te veroveren, en ook de stencilmachine kwam in gebruik. Talens ging carbonpapier, schrijfmachinelinten, stencils en stencilinkt leveren. Ook het merk Gluton, de lijm in het beroemde potje-met-kwastje, werd een begrip. Tijdens Tweede Wereldoorlog lag de productie van veel producten stil omdat de benodigde grondstoffen niet te verkrijgen waren. Ook werd door een verdwaalde bom aan de fabriek grote schade aangericht. Vanaf 1945 werd met vereende krachten de productie weer opgestart en ging de groei weer gestaag verder. Naast het uitbreiden van de fabrieksgebouwen werd ook een nieuw laboratorium geopend. In 1949 werd aan Talens het predicaat Koninklijk verleend door koningin Wilhelmina. Het bedrijf ging nu Koninklijke Fabrieken Talens & Zoon heten.
In 1963 werd Talens overgenomen door de Sikkens groep, die uiteindelijk opging in AKZO. Binnen deze groep bleef Talens voortbestaan, in 1970 werd acrylverf op de markt gebracht, en vanaf 1974 werd gestart met de opbouw van een kunstcollectie. In de daaropvolgende jaren werden nieuwe merken geïntroduceerd en in 1989 werd een moderne nieuwe fabriek geopend.
In 1991 werd Talens verkocht door AKZO en maakte sindsdien deel uit van de Sakura Color Products Corporation, een in Osaka gevestigde particuliere firma met 1500 medewerkers die een productassortiment had dat beter bij dat van Talens paste. Vervolgens werd in 1996 een fabriek voor schildersezels en spanramen opgericht te Lesko in Polen. Ten slotte werd in 1999 te Apeldoorn een nieuw distributiecentrum gebouwd. Sedertdien zijn nog tal van nieuwe merken en producten aan het assortiment toegevoegd. Naast het distributiecentrum in Apeldoorn bevinden zich ook in Zwitserland, Spanje en de Verenigde Staten distributiecentra.

## Merken
Royal Talens is als fabrikant voornamelijk in het fine art segment actief met de volgende merken:
- Rembrandt (olieverf, acrylverf, pastels, aquarelverf)
- Van Gogh (olieverf, acrylverf, pastels, aquarelverf)
- Amsterdam (acrylverf, markers, spray paint, hulpmiddelen)
- Cobra (watervermengbare olieverf)
- Talens Art Creation (olieverf, acrylverf, aquarelverf, gouache)
- Talens (hulpmiddelen, penselen, ondergronden, ezels)
- Talens Ecoline (vloeibare waterverf, Oost-Indische inkt)
- Sakura (oliepastelkrijt, gelpennen, kalligrafiepennen, tekenblokken)
- Bruynzeel (kleurpotloden, schrijfpotloden, viltstiften)
- Schjerning (hobbyverf, textielverf, glasverf)